# Pierre Le Coq
Pour les articles homonymes, voir Coq (homonymie).
Pierre Le Coq (né le 17 janvier 1989 à Saint-Brieuc) est véliplanchiste au club de voile municipal de Saint-Brieuc. Il est membre du Pôle France de Brest et fait partie de l'équipe de France olympique. Il est médaillé de bronze en RS:X aux Jeux olympiques d'été de 2016 à Rio de Janeiro.

## Biographie
Pierre Le Coq a débuté la planche vers 10 ans à Saint Brieuc, dans le club où il est toujours licencié. À l'âge de 11 ans, il se lance dans la compétition. Le costarmoricain se fait vite remarquer =, il est couronné du titre de Champion du Monde Jeunes en RS:X à Marsala en 2006. Ensuite, Pierre Le Coq a remporté en 2007 la médaille d’or en planche à voile garçons au championnat du monde ISAF jeune. C’est la seconde médaille d’or dans cette discipline pour la France en 37 éditions. 
Il mettra ensuite une parenthèse à sa carrière sportive de 2007 à 2009 pour passer son concours d'entrée en faculté dentaire. 
Il reprend ensuite la compétition et après s'être entraîné ardemment, il réussit à revenir au plus haut niveau en devenant champion du monde RS:X en 2015 à Oman. Il obtient alors sa sélection pour les Jeux olympiques d'été de Rio. Pierre Le Coq devient médaillé de bronze à Rio au terme de la dernière manche (medal race) au coude à coude avec ses adversaires directs pour la médaille.
Après une pause après les Jeux olympiques d'été de Rio, il a repris le chemin de la régate en janvier lors de la coupe du monde de Miami où il termine second.
Il a annoncé la fin de sa carrière après les championnats du monde 2024, où il a terminé à la 40e place.  

## Palmarès
- 2004  :  2ème championnat du monde jeune Nessebar
- 2005 :   2ème championnat du monde ISAF jeune Busan
- 2005 :  3ème aux championnats du monde jeune Sopot
- 2006 :  3ème aux championnats du monde ISAF jeune Weymouth
- 2006 :  1er aux championnats du monde RS:X jeune Marsala
- 2007 :  1er aux championnats du monde ISAF jeune Kingston
- 2007  :  3ème aux championnats du monde jeune Sopot
- 2012 :  3ème coupe du monde World Sailing Medemblik
- 2013 :  3ème championnat d'Europe Brest
- 2014 :  1er coupe du monde World Sailing  Palma
- 2014 :  2ème Test Event Rio de Janeiro
- 2015 :  1er coupe du monde World Sailing Hyeres
- 2015 :  3ème Test Event Rio de Janeiro
- 2015 :  Champion du monde RS:X Oman
- 2016 :  Médaille de bronze en RS:X aux Jeux olympiques d'été de 2016 à Rio de Janeiro[2]
- 2017 :  Champion de france
- 2017 :  2ème coupe du monde World Sailing Miami
- 2018 :  1er coupe du monde Hyères[3]
- 2018 :  3ème coupe du monde World Sailing Miami
- 2018 :  1er coupe du monde World Sailing Marseille
- 2018 :  3ème coupe du monde World Sailing Enoshima
- 2018 :  Champion de france
- 2019 :  3ème coupe du monde World Sailing Miami
- 2019 :  3ème coupe du monde World Sailing Enoshima
- 2019 :  3ème championnat du monde Torbole
- 2019 :  Champion de france

## Distinctions
- Chevalier de l'ordre national du Mérite le 1er décembre 2016[4]
- Médaille de l’académie des Sports 2015